# Heteroconto

Dibujo esquemático de Cafeteria roenbergensis (clase Bicosoecea) mostrando dos flagelos: uno anterior mastigonemado (con fibrillas) y otro posterior liso.

Heteroconto es un término biológico que alude a las células que tienen flagelos de desigual morfología. En citología es típico de los protistas del filo Heterokontophyta. Si los flagelos son desiguales en tamaño pero de similar morfología se utiliza el término anisoconto. Por último, si los flagelos son iguales, se les denomina isocontos.